# Pseudolaguvia flavida
Pseudolaguvia flavida és una espècie de peix pertanyent a la família dels eretístids.

## Hàbitat
És un peix d'aigua dolça, demersal i de clima tropical.

## Distribució geogràfica
Es troba a Àsia: l'Índia.

## Observacions
És inofensiu per als humans.